# Duma de la Ciudad

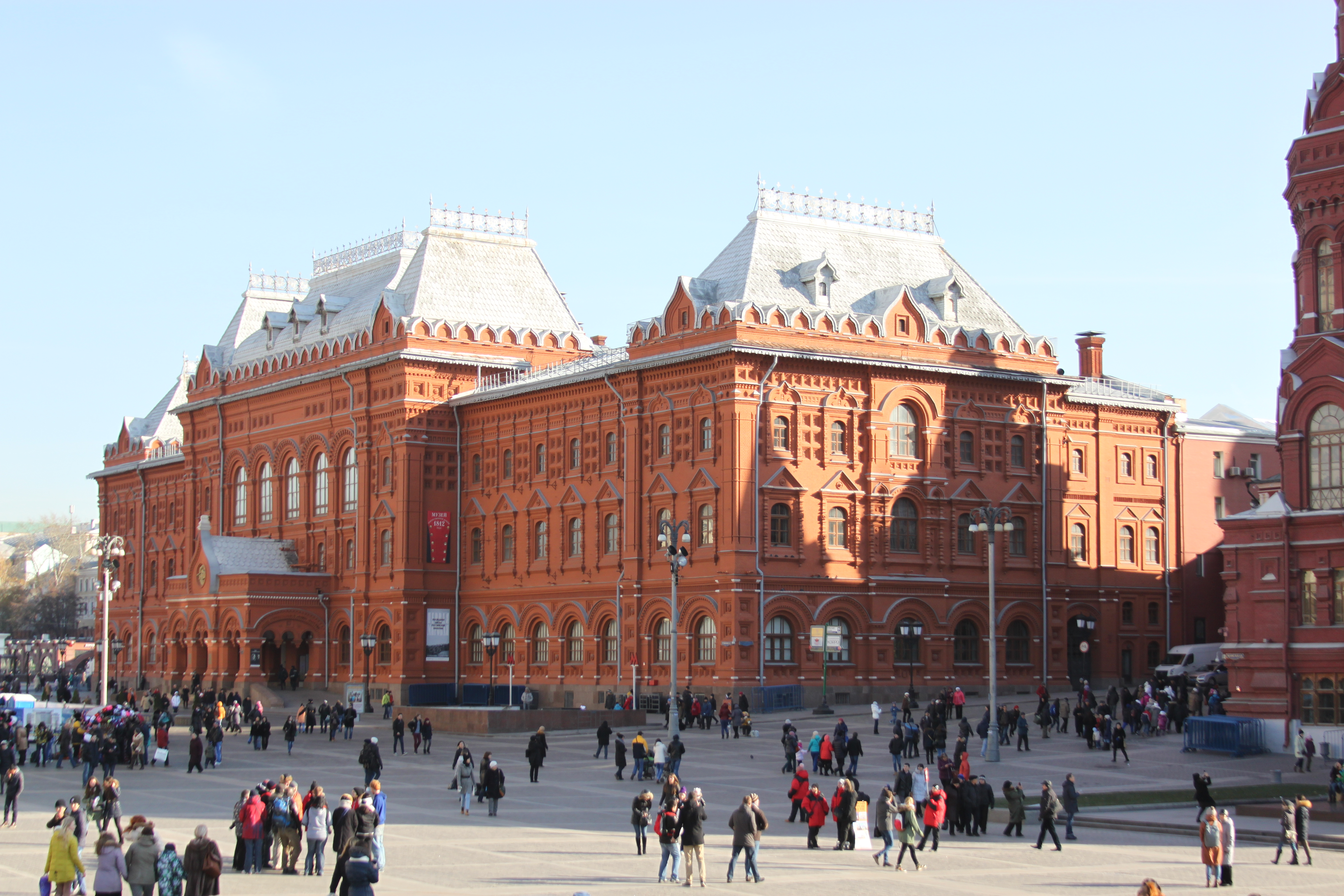
Edificio de la antigua Duma de la Ciudad de Moscú.

La Duma de la Ciudad (del ruso: Городская дума), Gorodskaya duma; en lituano: Miesto dūma es el parlamento o poder legislativo de las ciudades de la Rusia contemporánea y del Imperio ruso. Hasta la reforma administrativa de 2009 también existía en las ciudades de Lituania (Miesto dūma).

## Imperio ruso

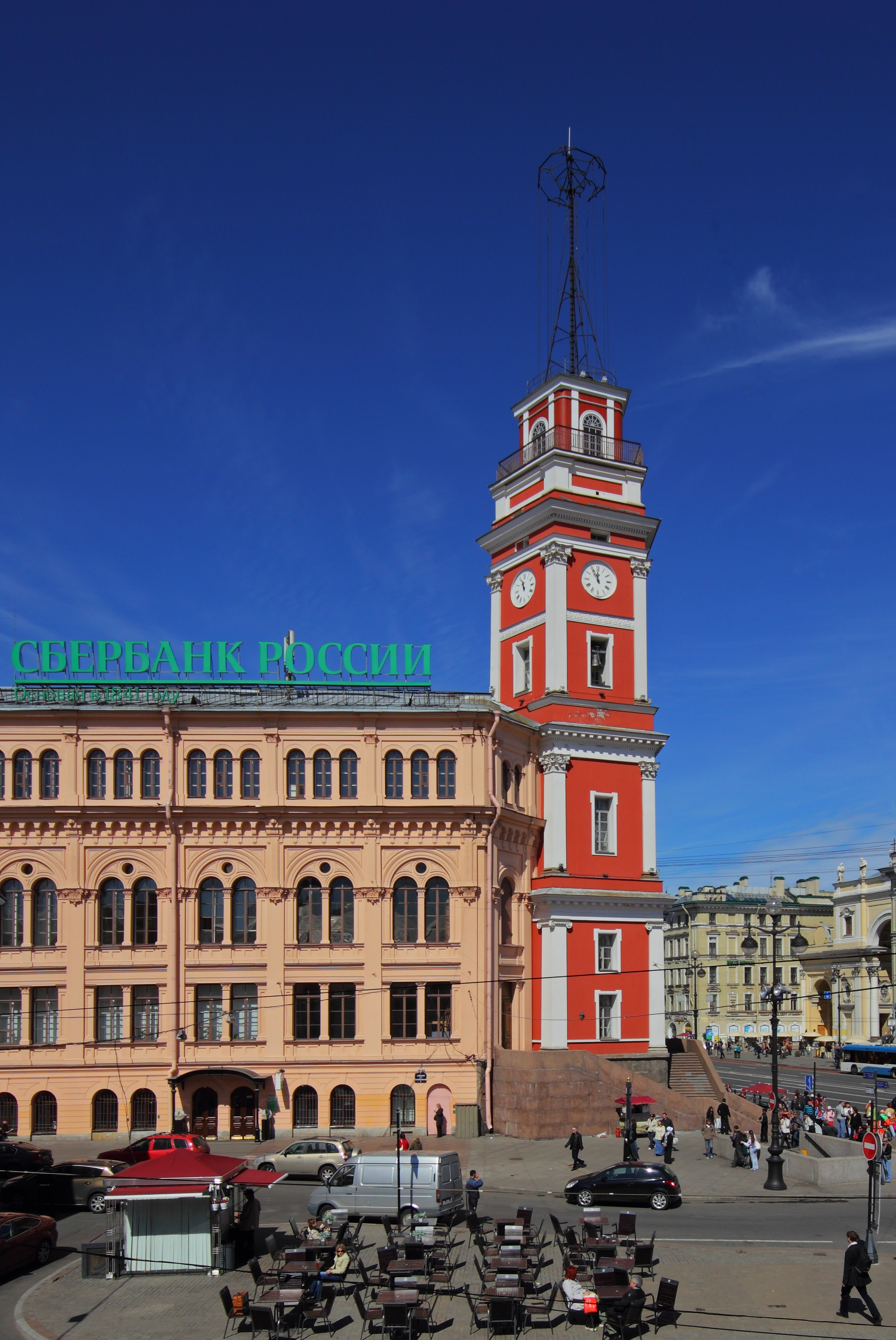
Edificio de la antigua Duma de la Ciudad de San Petersburgo.

Las dumas de la ciudad fueron instauradas en Rusia por el decreto "Carta de derechos y libertades de las ciudades rusas", promulgado por la zarina Catalina II el 21 de abril de 1785, que incluía la creación de las "Dumas Generales de las Ciudades". La Duma General elegía al poder ejecutivo (Шестигласная дума, Shestiglásnaya duma) compuesto por el cabeza de la ciudad (Городской голова, "alcalde") y seis glasny (Гласный, consejero), cada uno por un estamento de habitantes de la ciudad. La Shestiglásnaya duma fue reemplazada por el "(Consejo) general de todos los estamentos" (Bсесословные общие, Vsesoslóvnye óbschie), en unos casos, o por la "Duma administrativa" (Pаспорядительная думa, Rasporiadítelnaya duma, las primeras en San Petersburgo -1846-, Moscú -1862- y Odesa). Tras la reforma administrativa de 1870, se instauraron Dumas de la Ciudad en todas las ciudades de Rusia, aunque en las pequeñas se adoptó una forma simplificada compuesta por el stárosta, uno o dos consejeros y de 12 a 15 cabezas de familia (electores) elegidos por la Asamblea.
A partir de 1892, las decisiones de la duma tenían que ser aprobadas por el gobernador. Tras la Revolución de octubre de 1917, a inicios de 1918 las dumas fueron abolidas.

## Lituania
Las Dumas Urbanas comenzaron a establecerse en 1808, de conformidad con la legislación del Imperio ruso, al que pertenecía entonces, reemplazando a los Magistrados. Ese año se establecieron las dumas de Vilna y Kaunas. Dejaron de funcionar en 1915, durante la Primera Guerra Mundial y se anularon definitivamente en 2009.

## Federación rusa

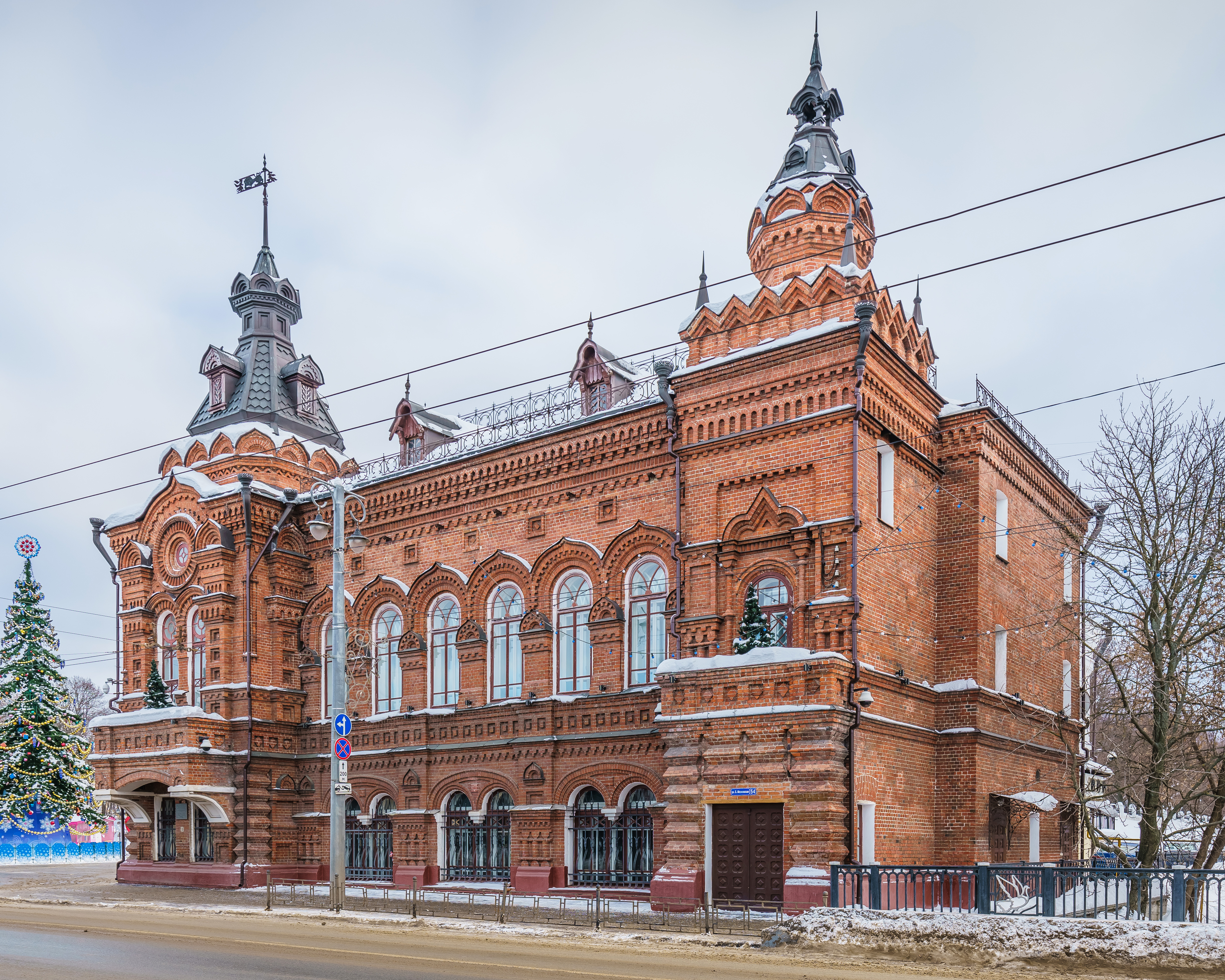
Duma de la Ciudad de Vladímir.

En 1991, se adoptó la "Ley sobre Autogobierno Local de la RSFS de Rusia" (О местном самоуправлении в РСФСР), que permitía la creación de Dumas de la Ciudad en lugar de los Consejos de la Ciudad de los Diputados del Pueblo. En 2003, una nueva ley federal, "Sobre los principios generales del Gobierno Local en la Federación de Rusia" de 6 de octubre de 2003, nº131 FZ, estableció las competencias de la Duma de la Ciudad:
- adopción de la Carta de la Ciudad e introducción de cambios y adiciones.
- aprobación del presupuesto municipal e informar sobre su implementación.
- establecimiento, modificación y cancelación de impuestos locales y tasas de acuerdo a la ley federal.
- adopción de planes y programas para la ciudad, aprobación de los informes sobre su realización.
- determinación de la administración y disposición de la propiedad municipal.
- determinación sobre la toma de decisiones acerca del establecimiento, reorganización y liquidación de empresas e instituciones municipales, así como el establecimiento de tarifas para las empresas e instituciones municipales.
- determinación del orden de participación en organizaciones de cooperación intermunicipal.
- determinar el orden del apoyo logístico y organizativo del gobierno local.
- control sobre la ejecución de los cargos y autoridades locales de los poderes del autogobierno local para arreglar asuntos locales.